# Kiki Kendrick
Pour les articles homonymes, voir Kiki et Kendrick.
Kiki Kendrick est une actrice de théâtre, de cinéma et de télévision britannique.

## Filmographie
- 2000 : The Nine Lives of Tomas Katz : Eileen
- 2000 : The Fragile Skin (court métrage) : la sataniste
- 2001 : Lunar Girl : Beth
- 2001 : The Office (série télévisée) : Jackie
- 2001 : Sanitarium : détective Chivers
- 2002 : Night & Day (série télévisée) : Nicola
- 2002 : Do I Love You? : Rita
- 2002 : Roddy Smythe Investigates (court métrage) : Sharon Doyle
- 2003 : Cold Feet (série télévisée) : la représentante des ventes
- 2005 : Two Pints of Lager and a Packet of Crisps (série télévisée) : Sandra
- 2005 : Fat Friends (série télévisée) : Shelley
- 2005 : Funland (mini-série) : Lil Valentine
- 2005 : A Lump in the Road (court métrage) : la mère
- 2006 : My Family (série télévisée) : Mrs. Powell
- 2006 : Face It (court métrage) : Anne
- 2006 : Phobias (court métrage) : Thalma
- 2006 : Holby City (série télévisée) : Kerry Duggan
- 2007 : The Angry Mob (court métrage) : chef Hen
- 2008 : Platre de Paris (court métrage) : Michelle
- 2008 : Careful Carl (court métrage) : Vicky
- 2009 : The Towel (court métrage) : la femme de ménage
- 2009 : Hood (court métrage) : Paris
- 2009 : Sertoli, Sertoli, Sertoli (court métrage) : S. Fargo
- 2009 : Time Out (court métrage) : la femme
- 2009 : Casualty (série télévisée) : Scarlett
- 2009 : Dirtee Cash (court métrage) : la fille page 3
- 2009 : 3MW: Subtitles Not Included (série télévisée) : l'hypnotiseuse
- 2009 : Somnolence : Tina Tarrot
- 2009 : Attempt Seven (court métrage) : paramédical (voix)
- 2010 : The Green (court métrage) : Mum
- 2010 : Last Tango in Croydon (court métrage) : Matron
- 2010 : Dead Ideas (court métrage) : Anne
- 2010 : Cherry (court métrage) : Cherry Richardson
- 2011 : Frontman : Sarah
- 2011 : Grave Tales : Mrs. Gable
- 2011 : Trunks (court métrage) : Ruth
- 2011 : The Shoelace (court métrage) : la femme à l'arrêt de bus
- 2013 : Recession (court métrage) : Scarlet
- 2013 : White Christmas (court métrage) : Stella
- 2013 : Clowning Around (court métrage) : Mrs. Jenkins
- 2014 : Barren (court métrage) : Hannah
- 2014 : The Stomach (en) (court métrage) : Gloria
- 2014 : April Fools (court métrage) : doctoresse Di Lemma
- 2015 : Inhabit (court métrage) : Jackie
- 2015 : Egg (court métrage) : Margaret
- 2007-2015 : Doctors (série télévisée) : Merle Dillwood / Moira Carr / Kags Neville
- 2015 : The Violators : Madge
- 2012 : Hiccup (court métrage) : Mary
- 2016 : Webcast : Lorraine
- 2016 : Plastic Fingers (court métrage) : Sophia
- 2016 : Gridiron UK : l'infirmière
- 2017 : The Biggest Thing That Ever Hit Broadway: Redux : Sophia

## Théâtre[1]
- Down Dog : Doreen
- Restroration Drama : la Reine
- Fly me to the Moon : Fern/Kelly
- Babooshka : Anna 4
- I Want That Hair : Heidi
- Mutton : Katie Ellwood
- The Woman who cooked her Husband : Hilary
- Next! : l'actrice
- Liberated Theatre : Fi et Shirl
- Chekov's party : la prostituée
- Too Close for Comfort : Tracey
- Insane Jane : Jane
- Reunion : Heather Wood
- My Beautiful Launderette : Rachel
- Lip Service : Stephanie
- Crime and Punishment : Anyutka
- Waiting for Hillsborough : June Brenan
- Boudica : Eign
- Oysters : Pearl/Pamela